# Institut für Bildungsanalysen Baden-Württemberg
Das Institut für Bildungsanalysen Baden-Württemberg (IBBW) ist eine nicht-rechtsfähige Anstalt des öffentlichen Rechts des Landes Baden-Württemberg in Stuttgart. Die Gründung erfolgt am 1. März 2019 auf Grundlage des Gesetzes zur Umsetzung des Qualitätskonzepts für die öffentlichen Schulen in Baden-Württemberg. Es untersteht dem Ministerium für Kultus, Jugend und Sport Baden-Württemberg.

## Geschichte
Mit dem Hintergrund, dass die Leistungen der Schüler in Baden-Württemberg im Bundesvergleich abgesackt waren, wurden das Institut für Bildungsanalysen Baden-Württemberg und das Zentrum für Schulqualität und Lehrerbildung gegründet. Im Zuge dieser Neuordnung wurden das Landesinstitut für Schulentwicklung und weitere nachgeordnete Dienststellen des Kultusministeriums aufgelöst und deren Aufgaben in die beiden neuen Institutionen integriert. Der überwiegende Teil der Aufgaben des Landesinstitutes für Schulentwicklung fiel dabei an das IBBW. Direktor des IBBW wurde Günter Klein, der seit 2015 Direktor des Landesinstitutes für Schulentwicklung war.

## Aufgaben
Statistik und IT
Das IBBW ist zuständig für die amtliche Schulstatistik und stellt den Schulen die notwendige digitale Infrastruktur zur Verfügung sowie die digitale Infrastruktur von LOBW, dem Landesportal für Lehrkräfte zur Einstellung, Versetzung und stellenwirksamen Änderungen. Daneben übernimmt das IBBW den Landesbildungsserver vom Landesinstitut für Schulentwicklung und betreibt ihn gemeinsam mit dem Zentrum für Schulqualität und Lehrerbildung. 
Kompetenzmessung
Der Arbeitsbereich Kompetenzmessung erstellt und evaluiert die zentralen schriftlichen Prüfungen der allgemeinbildenden und beruflichen Schulen in Baden-Württemberg. Außerdem werden die Daten von bundesweiten Lernstandserhebung wie beispielsweise der VERA 3 vom IBBW gesammelt, statistisch ausgewertet und den Schulen wieder zur Verfügung gestellt. Ebenso werden die Daten der landesweit verpflichtende Lernstandserhebungen Lernstand 5 in den Fächern Deutsch und Mathematik in Klassenstufe 5 gesammelt und ausgewertet.
Systemanalysen
Eine weitere Aufgabe ist es die erhobenen Daten zu analysieren und daraus Hinweise abzuleiten, an welcher Stelle Verbesserungsbedarf besteht, u. a. führt es Evaluationen von Schulen durch. Das IBBW veröffentlicht regelmäßig einen Bildungsbericht, der die Erkenntnisse aus Leistungserhebungen, Schulleistungsstudien, wie den Überprüfungen der Bildungsstandards der Kultusministerkonferenz, und der Schulevaluationen zum Inhalt hat. 
Empirische Bildungsforschung
Das IBBW, in Kooperation mit weiteren wissenschaftlichen Instituten, entwickelt, begleitet und evaluiert Projekte, Modelle und Konzepte zur Erhöhung der Schul- und Unterrichtsqualität.